# سیدنی کراس
سیدنی کراس (انگلیسی: Sidney Cross; ۵ ژانویهٔ ۱۸۹۱ – ۷ اکتبر ۱۹۶۴) ژیمناست هنری اهل بریتانیا بود.